# Subdisciplinas arqueológicas
Assim como na maioria das disciplinas acadêmicas, existem muitas subdisciplinas dentro da Arqueologia, tipicamente caracterizadas pelo foco em um tema, método, material, local ou período cronológico específico.

## Por civilização
Certas civilizações atraem tanta atenção que o seu estudo recebeu um nome e disciplina específicos. Essas subdisciplinas incluem a Assiriologia (Mesopotâmia), a Arqueologia clássica (Roma e Grécia antigas), a Etruscologia (Etrúria) e a Egiptologia (Antigo Egito).

## Por historicidade
Outra divisão principal da arqueologia distingue a Arqueologia histórica, que estuda civilizações que deixaram registros escritos, da Arqueologia pré-histórica, que estuda sociedades que não possuíam sistemas de escrita. A divisão geralmente só é usada no estudo de civilizações na Europa e Ásia, onde sistemas de escrita surgiram sem influências coloniais. Em locais onde a escrita chegou relativamente tarde, pode ser mais conveniente utilizar outros termos para realizar a divisão cronológica. Nessas áreas, o termo arqueologia proto-histórica pode ser usado para cobrir o estudo de povoados com registros escritos limitados. Exemplos incluem Fort Ross, na costa norte da Califórnia, que possui assentamentos onde colonos russos letrados e tribos indígenas não-letradas conviveram.
A Etnoarqueologia estuda sociedades modernas semelhantes a sociedades extintas, por interesses arqueológicos. Muitos tipos de objetos não sobrevivem por tempo o suficiente para serem encontrados em escavações regulares, logo essa comparação pode ser usada para deduzir características da sociedade extinta que de outra forma não poderiam ser atingidas de forma conclusiva, por exemplo, estudando quais tipos de objetos uma sociedade viva deposita em Sambaquis.
A Tafonomia estuda a forma como objetos se degradam ao longo do tempo. Essa informação é crítica para a datação de artefatos, e para se diferenciarem objetos criados por seres humanos dos objetos criados por forças climáticas ou animais.

## Por período
- Arqueologia africana, Arqueologia da América, Arqueologia australiana, Arqueologia do Oriente Próximo, Arqueologia de Israel focam-se nos locais e épocas historicamente relevantes aos locais de seus achados.
  - Arqueologia medieval é o estudo da arqueologia européia pós-romana até o século XVI.
  - Arqueologia pós-medieval é o estudo da cultura material européia do século XVI em diante.
- A Arqueologia industrial se foca na preservação de relíquias da Revolução Industrial, ou na arqueologia do trabalho.
- A Arqueologia bíblica aplica os resultados das arqueologias do Oriente Próximo e de Israel ao estudo da Bíblia. Não deve ser confundida com a Arqueologia cristã, que estuda o cristianismo em seus primeiros seis séculos.
- Arqueologia do Contemporâneo é o estudo de sociedades modernas através de métodos arqueológicos, como por exemplo, o Tucson Garbage Project.

## Outras subdisciplinas
Algumas destas subdisciplinas não são áreas de estudo independentes, servindo somente como métodos utilizados em projetos maiores.
- Arqueologia aérea - estuda sítios arqueológicos a partir de fotos aéreas, especialmente na identificação de cropmarks.
- Antracologia - estuda resquícios de carvão vegetal.[1]
- Arqueoastronomia - estuda o conhecimento astronômico de sociedades antigas, bem como o impacto de tais astros sobre suas vidas e crenças, por exemplo no alinhamento de estruturas monumentais.
- Arqueometria - aplicação de técnicas ou metodologias científicas à arqueologia, como datação por radiocarbono e sensoriamento remoto.
- Arqueozoologia - estuda resquícios animais em assentamentos humanos.
- Arqueobotânica ou Paleoetnobotânica - o estudo de interações entre humanos e espécies vegetais no passado.
- Calceologia - estudo de registros históricos de calçados.
- Arqueologia computacional - a aplicação de computadores, principalmente SIGs, à arqueologia.
- Arqueologia experimental - busca reencenar processos industriais ou artesanais antigos para testar teorias sobre sua manufatura ou sobre os efeitos do tempo em certos objetos e ambientes.
- Arqueologia ambiental - busca estudar os efeitos de longa data da ação humana sobre o meio-ambiente.
- Arqueologia marítima - estuda sítios arqueológicos submarinos, incluindo assentamentos hoje alagados ou naufrágios de diversas épocas.
- Arqueologia da paisagem - identifica sítios arqueológicos e estuda esses locais e como podem ter sido modificados por povos antigos.
- Arqueologia forense - a aplicação de técnicas arqueológicas em investigações sobre crimes ou restos mortais humanos em geral. Muito comum na investigação de sítios de escavação associados a crimes de guerra.
- Osteologia - estudo científico dos ossos.
- Paleopatologia - o estudo científico de doenças em povos e animais do passado.
- Arqueologia de assentamentos - estuda a estrutura interna, distribuição, arranjo e as relações de/entre assentamentos antigos, no contexto de suas localidades.[2]
- Geoarqueologia - utiliza conhecimentos de geologia, geografia e outras Ciências da Terra para a investigação arqueológica.